# Cerro El Vigía
El cerro El Vigía es un cerro ubicado en el sureste de Nayarit, México. Tiene una altitud de 2760 m s. n. m., lo que lo convierte en el punto más alto del estado.

## Origen del nombre
Debido a que es el punto más alto del estado, se obtiene una impresionante vista desde este lugar, y se cuenta que el origen del nombre se debe a que en época de incendios, al subir ahí, se podría apreciar que tan grave era la afectación que sucedía.
De esta leyenda, se desencadena el origen del nombre "El Vigía".

## Geografía
Este cerro es el punto más alto de Nayarit, se encuentra en el municipio de La Yesca, a 2760 m s. n. m.. 
En su topografía, tiene un relieve muy elevado e inclinado que lo hacen de difícil acceso hasta la cima en automóvil, por lo que para llegar hasta lo más alto, es necesario hacer caminata de aproximadamente 35 km, lo que en tiempo corresponde a unas 7 horas.
Existen formas de llegar con un instructor que guíe al que guste ir y ayude en su ascenso al punto más alto del estado. 
En sus faldas se encuentra el poblado de La Yesca, cabecera municipal del municipio homónimo. Este lugar forma parte de la Sierra Madre Occidental, y de la sierra nayarita.

## Vegetación
En el cerro abundan los pinos, en especial el pinus serotina, debido a la altura a la que se encuentran, el clima es favorable para que este tipo de vegetación se desarrolle. Además, cuenta con pastizales que pueden ser causa de que incendio.

## Clima
Debido a que es el punto más alto del estado de Nayarit, en invierno es común encontrarse con temperaturas que lleguen a ser cómo mínimo un promedio de cero grados. 
En lo general, es clima en el cerro es frío a comparación del resto del estado, y a eso, hay que sumarle que en verano Nayarit es un estado bastante caluroso, en El Vigía, en toda época del año es un clima agradable y frío.
La altura favorece a qué en época de lluvias, el cerro se vea envuelto en nubes, especialmente cumulonimbus, que favorecen a la presencia de lluvia.

## Fauna
La fauna que se puede observar en el lugar, son aves como águilas, venados, jabalíes, armadillos, conejos de campo, entre otros animales de monte, cómo la víbora, etc.

## Actividades que se realizan
Es un lugar turístico que es para los que aman escalar, ya que se realizan excursiones para poder contemplar de la maravillosa vista que ofrece llegar a la cima, y poder contemplar el paisaje de todo el territorio nayarita y parte del estado de Jalisco, ya que se encuentra a escasos kilómetros del lindero que divide los estados de Nayarit y Jalisco en la zona sureste de Nayarit y noroeste de Jalisco.